# ليوناردو مالوكو
ليوناردو مالوكو (بالألبانية: Leonardo Maloku‏) (18 مايو 1998 بتيرانا في ألبانيا - ) هو لاعب كرة قدم ألباني في مركز الدفاع.

## وصلات خارجية
- ليوناردو مالوكو على موقع الاتحاد الأوربي (الإنجليزية)
- ليوناردو مالوكو على موقع قاعدة بيانات كرة القدم.إي يو (الإنجليزية)
- ليوناردو مالوكو على موقع Soccerway.com (الإنجليزية)
- ليوناردو مالوكو على موقع عالم كرة القدم.نت (الإنجليزية)
- ليوناردو مالوكو على موقع AS.com (الإسبانية)